# 阿尼克
阿尼克（英語：Alnwick，i/ˈænɪk/ AN-ik）是位於英格蘭諾森伯蘭北部的一個城鎮。2001年人口普查時，阿尼克人口超過8,000人，在2011年時增加到8,116人。2002年10月份的鄉村生活（Country Life）雜誌將阿尼克評為諾森伯蘭最美麗的城鎮和英國最適合生活的地方。

## 友好城市
- 法國 马恩河畔拉尼

## 外部連結
- Visit Alnwick （页面存档备份，存于） - Alnwick Tourism Association
- Alnwick tourist information （页面存档备份，存于） - Northumberland Tourism Ltd
- Aln Valley Railway Trust （页面存档备份，存于）
- Alnwick described on the Keys to the Past website.
- Alnwick Castle （页面存档备份，存于）
- Alnwick Rugby Football Club （页面存档备份，存于）
- 中的“阿尼克”